# San Pier d'Isonzo
San Pier d'Isonzo là một đô thị (comune) ở tỉnh Gorizia, vùng tự trị Friuli-Venezia Giulia của Ý. Đô thị San Pier d'Isonzo có diện tích 9 km2, dân số thời điểm 31 tháng 5 năm 2001 là 1892 người.
San Pier d'Isonzo có các đơn vị dân cư sau:
San Pier d'Isonzo giáp với các đô thị: